# Vuoto d'amore
Vuoto d'amore è un'antologia di poesie della scrittrice italiana Alda Merini pubblicata nel 1991 dall'editore Einaudi.
La raccolta, a cura di Maria Corti, comprende molte plaquettes pubblicate in precedenza e non più ristampate, oltre a numerosi testi per lo più inediti trovati in manoscritti o dattiloscritti del "Fondo Manoscritti di autori moderni e contemporanei dell'Università di Pavia".
La prima sezione, "Vuoto d'amore", che dà il titolo all'intera opera ed è dedicata al ricordo del poeta Giorgio Manganelli, è preceduta da una introduzione in versi dedicati alla figura del poeta.
Segue "Il volume del canto", che comprende la nota poesia "Sono nata il ventuno a primavera", seguita dalle "Poesie per Charles" del 1982 e da "La gazza ladra - Venti ritratti" del 1985 che risalgono al periodo tarentino.
 Essi sono dedicati, in ordine, a Saffo, ad Archiloco, a Gaspara Stampa, ad Emily Dickinson, a Sylvia Plath, a Montale, a Betocchi, a Turoldo, a Quasimodo, a Manganelli, a se stessa (Alda Merini), al padre (Il pastrano), alla madre (Il grembiule), al fratello Mario, al curato, a Padre Camillo che l'aveva unita in matrimonio con Ettore Carniti, a Violetta Besesti, a Paolo Bonomini, ad un ospite (L'ospite), a Paola, nipote del secondo marito Michele Pierri.
Seguono poi sette elegie tutte dedicate a Michele Pierri e, da "Poesie per Marina", (1987-1990), 17 poesie dedicate alla responsabile della casa editrice Scheiwiller, Marina Bignotti, che le aveva pubblicato numerose plaquettes.
L'ultima sezione, intitolata "La Terra Santa", è composta da quaranta poesie e riporta le sensazioni più forti derivate dal suo soggiorno al manicomio.

## Edizioni
- Alda Merini, Vuoto d'amore, collana gli Struzzi, Einaudi, 1996,  p. 136, ISBN 88-06-12229-0.